# US Open 2025
US Open 2025  je 145. ročník čtvrtého a závěrečného grandslamového turnaje tenisové sezóny, jediného hraného na americkém kontinentu. 58. ročník v otevřené éře probíhá na otevřených dvorcích s tvrdým povrchem Laykold v Národním tenisovém centru Billie Jean Kingové newyorského Flushing Meadow – Corona Parku, jakožto Mezinárodní tenisové mistrovství USA mezi 24. srpnem a 7. zářím 2025.
Turnaj organizují Mezinárodní tenisová federace s Americkou tenisovou asociací v rámci kalendáře profesionálních okruhů mužů ATP Tour a žen WTA Tour. Naposledy je ředitelkou turnaje Stacey Allasterová, která se v roce 2020 stala první ženou v této funkci. Délka hlavního turnaje byla prodloužena na 15 dnů, s nedělí jako prvním hracím dnem, čímž se newyorský major připojil k Australian Open a French Open. Smíšená soutěž byla přesunuta do týdne kvalifikací a zredukována na poloviční počet šestnácti dvojic. Obhájci singlových titulů jsou světové jedničky, Ital Jannik Sinner a Aryna Sabalenková.

## 145. ročník
Stý čtyřicátý pátý ročník US Open se koná mezi 24. srpnem a 7. zářím 2025 v Národním tenisovém centru Billie Jean Kingové, ležícím v parku Corona Flushing Meadows newyorské čtvrti Queens. První ročník amerického grandslamu se v Národním tenisovém centru uskutečnil v roce 1978. Od roku 2020 probíhá na tvrdém a středně rychlém povrchu Laykold. V důsledku invaze Ruska na Ukrajinu na konci února 2022 řídící organizace tenisu ATP, WTA a ITF s grandslamy rozhodly, že ruští a běloruští tenisté mohou dále na okruzích startovat, ale do odvolání nikoli pod vlajkami Ruska a Běloruska.
Soutěže probíhají na 17 z celkového počtu 22 dvorců vnitřního areálu, s hlavními arénami Arthur Ashe Stadium, Louis Armstrong Stadium a Grandstand Stadium. Grandslam zahrnuje soutěže mužské a ženské dvouhry se 128 singlisty, mužskou i ženskou čtyřhru se 64 páry a nový formát smíšené čtyřhry se 16 dvojicemi. Konají se také juniorské soutěže hráčů do 18 let v kategorii Grade A (31. srpna – 6. září, ředitelka turnaje Ian Vazquezová). Po roční absenci se do areálu vrátily turnaje vozíčkářů a kvadruplegiků v rámci okruhu handikapovaných UNIQLO Tour, zařazené do kategorie Grand Slamu (2.–6. září, ředitelka turnaje Jennifer Edmonsonová). Jejich soutěže se poprvé konaly v roce 2005. Od sezóny 2022 o trofeje soupeří i juniorští vozíčkáři s osmi účastníky ve dvouhrách a čtyřmi páry ve čtyřhrách.
Na všech dvorcích monitoruje dopad míčů technologie tzv. jestřábího oka. Systém elektronického čárového rozhodčího zajišťuje nahraná hlášení v reálném čase. Ve Spojených státech amerických drží exkluzivitu vysílacích práv stanice ESPN, která zprostředkovává přenosy z celé US Open Series. ESPN uzavřela jedenáctiletý kontrakt na období 2015–2026 v hodnotě 825 milionu dolarů. Na americkém území disponuje právy na tři ze čtyř grandslamů kalendářního roku, vyjma French Open.

## Dotace turnaje
Celková dotace US Open 2025 činí 90 000 000 dolarů, což představuje meziroční nárůst o 20 %. Rozpočet hlavních soutěží dvouher dosáhl částky 31 620 000 dolarů. Vyřazení v prvním kole dvouhry obdrží o 10 % více, prémii 110 tisíc dolarů. Skokový, 39% nárůst zaznamenaly částky finalistů a vítězů, na 2,5 milionů a 5 milionů dolarů.
| Soutěž  | vítězové    | finalisté   | semifinalisté | čtvrtfinalisté | 16 v kole | 32 v kole | 64 v kole | 128 v kole | Q3     | Q2     | Q1     |
| ------- | ----------- | ----------- | ------------- | -------------- | --------- | --------- | --------- | ---------- | ------ | ------ | ------ |
| Dvouhry | 5 000 000 $ | 2 500 000 $ | 1 260 000 $   | 660 000 $      | 400 000 $ | 237 000 $ | 154 000 $ | 110 000 $  | 57 200 | 41 800 | 27 500 |
| Čtyřhry | 1 000 000 $ | 500 000 $   | 250 000 $     | 125 000 $      | 75 000 $  | 45 000 $  | 30 000 $  | N/A        | N/A    | N/A    | N/A    |
| Mix     | 1 000 000 $ | 400 000 $   | 200 000 $     | 100 000 $      | 20 000 $  | N/A       | N/A       | N/A        | N/A    | N/A    | N/A    |

Vysvětlivky
1. 1 2 3  Poražení v 1.–3. kole kvalifikace
2. 1 2  Částky v soutěžích čtyřher jsou uvedeny na pár.

## Bodové hodnocení
Rozpis bodů do žebříčků ATP, WTA a ITF juniorů a vozíčkářů.
| Soutěž                | vítězové | finalisté | semifinalisté | čtvrtfinalisté | 16 v kole | 32 v kole | 64 v kole | 128 v kole | QV | Q3 | Q2 | Q1 |
| --------------------- | -------- | --------- | ------------- | -------------- | --------- | --------- | --------- | ---------- | -- | -- | -- | -- |
| Dvouhra mužů          | 2000     | 1300      | 800           | 400            | 200       | 100       | 50        | 10         | 30 | 16 | 8  | 0  |
| Čtyřhra mužů          | 2000     | 1200      | 720           | 360            | 180       | 90        | 0         | —          | —  | —  | —  | —  |
| Dvouhra žen           | 2000     | 1300      | 780           | 430            | 240       | 130       | 70        | 10         | 40 | 30 | 20 | 2  |
| Čtyřhra žen           | 2000     | 1300      | 780           | 430            | 240       | 130       | 10        | —          | —  | —  | —  | —  |
| Dvouhra juniorů       | 1000     | 700       | 490           | 300            | 180       | 90        | 25        | —          | —  | —  | —  | —  |
| Dvouhra juniorek      | 1000     | 700       | 490           | 300            | 180       | 90        | 25        | —          | —  | —  | —  | —  |
| Čtyřhra juniorů       | 750      | 525       | 367           | 225            | 135       | —         | —         | —          | —  | —  | —  | —  |
| Čtyřhra juniorek      | 750      | 525       | 367           | 225            | 135       | —         | —         | —          | —  | —  | —  | —  |
| Dvouhra vozíčkářů     | 800      | 500       | 375           | 200            | 100       | —         | —         | —          | —  | —  | —  | —  |
| Dvouhra kvadruplegiků | 800      | 500       | 375           | 200            | 100       | —         | —         | —          | —  | —  | —  | —  |
| Čtyřhra vozíčkářů     | 800      | 500       | 375           | 100            | —         | —         | —         | —          | —  | —  | —  | —  |
| Čtyřhra kvadruplegiků | 800      | 500       | 375           | 100            | —         | —         | —         | —          | —  | —  | —  | —  |

Vysvětlivky
1. ↑  Vítěz kvalifikačního kola postupující do dvouhry. Kvalifikantům se v případě prohry v prvním kole dvouhry započte vyšší hodnota bodů za výhru v kvalifikaci namísto bodů určených pro poražené v úvodu dvouhry.
2. 1 2 3  Poražení v 1.–3. kole kvalifikace

## Přehled finále

### Mužská dvouhra
- bude oznámeno

### Ženská dvouhra
- bude oznámeno

### Mužská čtyřhra
- bude oznámeno

### Ženská čtyřhra
- bude oznámeno

### Smíšená čtyřhra
- bude oznámeno